# Josef Wiemeyer
Josef Wiemeyer (* 1960) ist ein deutscher Sportwissenschaftler und Hochschullehrer.

## Leben
Wiemeyer schloss an der Westfälischen Wilhelms-Universität Münster 1985 sein Lehramtsstudium in den Fächern Sport und Latein ab und ließ ein Promotionsstudium folgen. 1989 erlangte er den akademischen Grad Doktor der theoretischen Medizin (Doctor rerum medicinalium), der Titel seiner Doktorarbeit lautete „Quantifizierung des zentralnervösen Aktivierungsniveaus mit Hilfe eines verbesserten Verfahrens zur Messung der Flimmerverschmelzungsfrequenz“. Seine Habilitation (Thema: „Motorische, kognitive und emotionale Aspekte von Bewegung und Bewegungslernen im Sport“) schloss er 1996 ebenfalls an der Westfälischen Wilhelms-Universität Münster ab. Im April 1996 trat Wiemeyer am Institut für Sportwissenschaft der Technischen Universität Darmstadt eine Professur im Arbeitsbereich Bewegung, Training und Sportinformatik an.
Zu den Schwerpunkten seiner wissenschaftlichen Arbeit zählen Computerspiele in Lernen und Training, multimediale Lehr-Lern-Systeme, Motorikforschung, Sportinformatik, Beweglichkeitstraining und Dehnen.